# Поддубняк Владислав Володимирович
Владисла́в Володи́мирович Поддубня́к — старший сержант Збройних сил України, учасник російсько-української війни, що відзначився під час російського вторгнення в Україну в 2022 році.
Брав участь в АТО на сході України в складі 72-ої окремої механізованої бригади імені Чорних Запорожців (72 ОМБр, в/ч А2167, пп В0849), обіймав посаду інструктора навчального взводу.

## Нагороди
- орден «За мужність» III ступеня (2022) — за особисту мужність і самовіддані дії, виявлені у захисті державного суверенітету та територіальної цілісності України, вірність військовій присязі[1].